# Magi (manga)
Magi: The Labyrinth of Magic (マギ lit. Magi: El laberinto de magia?) es una serie de manga escrita e ilustrada por Shinobu Ohtaka. Comenzó a serializarse en la revista Shūkan Shōnen Sunday desde el 3 de junio de 2009 hasta el 11 de octubre de 2017, recopilado en treinta y siete volúmenes tankōbon por la editorial Shogakukan. 
También se ha publicado un spin-off titulado Aventuras de Sinbad (シンドバッドの冒険 Shindobaddo no Bōken?), escrito por Ohtaka con ilustraciones de Yoshifumi Ohtera, lanzado en abril de 2013 en Shūkan Shōnen Sunday  y posteriormente trasladado a la revista web de Shogakukan Ura Sunday. El 2013 el manga recibió el Premio Shōgakukan en la demografía  shōnen.
Una adaptación a serie de anime producida por A-1 Pictures fue estrenada en octubre de 2012 hasta marzo de 2013, contando con 25 capítulos. Una segunda temporada de 25 capítulos, titulada Magi: The Kingdom of Magic se estrenó desde octubre de 2013 hasta marzo de 2014. El 13 de abril de 2013 se anunció que el manga en España iba a ser editado por Planeta de Agostini y se lanzó en noviembre del mismo año. Un OVA de 5 episodios basado en "Sinbad no Bouken", fue producido por el estudio Lay-duce entre 2014 y 2015, antes de realizarse un anime de 13 episodios, producido por el mismo estudio y estrenado desde abril hasta julio de 2016.

## Argumento
La historia comienza con Aladdin, un misterioso niño que lleva consigo una flauta con la que puede invocar a un djinn gigante llamado Ugo. Aladdin viaja tratando de descubrir quién es en realidad y para aprender acerca del mundo en el que vive. Un día, conoce a un joven mercader llamado Alibaba Saluja, que sueña con conquistar la misteriosa mazmorra de Qishan. Aladdin y Alibaba se hacen amigos y deciden capturar la mazmorra juntos. Poco después, conocen a una esclava llamada Morgiana, quien se une a su aventura.
A medida que avanza la historia, Aladdin descubre que es un «magi», una especie de mago capaz de reunir el «rukh» a su alrededor para su propio uso. Además, averigua que no es el único magi, ya que existen tres más, de los cuales conoce a Judar, un magi maligno que controla el rukh negro y que trabaja para la misteriosa organización Al Thamen. Alibaba descubre el estado de su ciudad natal que dejó, y debe resolver los problemas que la circulan. Conoce a su inspiración, Simbad, un rey poderoso. Con la ayuda de Sinbad, el rey de Sindria, Aladdin, Alibaba y los demás lucharán contra la malvada organización y tratarán de averiguar sus oscuros motivos.

## Personajes

### Personajes principales
Aladdin (アラジン  Arajin?)
 Seiyū: Kaori Ishihara
Es uno de los dos protagonistas principales con Alibaba. Es un chico misterioso de 10 años, es uno de los tres Magi del mundo actual siendo Aladdin el cuarto magi nunca antes visto y también un Mago. Aladdin es hijo del rey Salomón y la reina de Saba. Lleva consigo una alfombra mágica y una flauta en cuyo interior se esconde un djinn, y su mejor amigo, Ugo. Fue el dueño de Ugo durante un tiempo, hasta que se reveló que en realidad no es su Djinn, sino de Salomón. Su misión es evitar que se repita el incidente que destruyó Alma Toran. Aladdin vivió toda su vida en el Palacio Sagrado junto a Ugo y no pudo abandonar el lugar hasta que Ugo se lo permitió cuando tenía unos 10 años.
Alibaba Saluja (アリババ・サルージャ  Aribaba Sarūja?)
 Seiyū: Yūki Kaji y Mutsumi Tamura (niño)
Es uno de los dos protagonistas principales con Aladdin. Era el tercer príncipe de Balbadd, además de uno de los líderes de la (ya disuelta) Tropa de la Niebla. También es un conquistador de celda, ya que conquistó la séptima celda Amon, convirtiéndose en un usuario de contenedor de metal; actualmente es el primer ministro del Imperio Kou en el manga. Su nombre está sacado de Alí Babá y los cuarenta ladrones.
Su madre era una prostituta de Balbadd. Cuando ella muere, Alibabá continuó teniendo una vida honesta, trabajando para vivir, hasta que un día el rey de Balbadd se presentó para llevárselo, afirmando que él era su hijo y con intención de convertirlo en su sucesor, pues decía que sus dos hermanos no estaban cualificados. Sin embargo, tras un accidente del que se sentía responsable, Alíbabá huyó de Balbadd, para evadir su responsabilidad. Después de conocer a Aladdin decidió que conquistarían juntos una mazmorra, convirtiéndose así en un conquistador de mazmorras y candidato a rey. 
Morgiana (モルジアナ  Morujiana?)
 Seiyū: Haruka Tomatsu
Descendiente del mítico clan Fanalis cuyo clan pertenecía al otro mundo es decir Alma Toran, Morgiana pertenece a la raza Fanalis, lo que la hace ser extremadamente fuerte, con capacidad de saltar muy alto, una vista de águila y olfato de sabueso. Al principio se la ve como una chica seria, incluso fría o sin sentimientos, pero conforme la historia avanza, Morgiana comienza a ser más sensible y amable. Era una esclava de Jamil, quien la estuvo controlando a través del miedo gracias a los maltratos que le daba cuando era pequeña. Fue rescatada por Aladdin y Alibaba, quienes le mostraron que podía librarse de esa vida. Ahora es la acompañante de Alibaba y Aladdin en su viaje. Llega a enamorarse de Alibaba lo cual lo confirma aceptándose casar con el cuando este le propone matrimonio. Es usuaria de un contenedor doméstico creado desde djinn Amon de Alibaba llamado Amon Selseila así convirtiéndose en familiar de Alibaba. Su nombre está sacado de la esclava de Alí Babá en Alí Babá y los cuarenta ladrones.
Uraltugo Noi Nueph (ウラルトゥーゴ・ノイ・ヌエフ, Urarutūgo.Noi.Nuefu):
 Seiyū: Toshiyuki Morikawa
Más conocido como Ugo (ウーゴ, Ūgo), es un Djinn que residía en la flauta de Aladdin, aunque posteriormente se reveló que él no es su amo, sino Solomón. Él es el guardián del "Templo Sagrado", que es donde Aladdin vivió durante varios años. Ugo solía vivir en Alma Toran y era parte de la Resistencia creada por el mismo Salomón, la cual buscaba derrocar al gobierno ortodoxo. Posteriormente, cuando Salomón reemplazó a Ilah como Dios, él, junto a Sheba y Arba, fue elegido como uno de los tres Magi. Más tarde, Arba formó Al-Thamen y estalló una rebelión, en la cual Sheba falleció. Antes de morir, Sheba le confió a Ugo su hijo Aladdin. Esa rebelión terminó cuando Salomón selló a Al-Thamen en un espacio diferente, diciéndole, como últimas palabras, a Ugo que creara un nuevo mundo. Durante 5 años, Ugo ideó el "sistema de Magis" del nuevo mundo y ordenó a los Djinn que debían convertirse en deidades guardianas de los Contenedores Metálicos. 
Hakuryuu Ren (練 白龍, Ren Hakuryu):
 Seiyū: Kenshō Ono
Es el cuarto príncipe del Imperio Kou y fue el Emperador del Imperio Kou hasta su destitución (en el manga). Hakuryuu es el dueño de los Djinn Zagan y Belial, siendo así un candidato a rey elegido por Judar. Tiene un pasado muy difícil. Cuando era pequeño estuvo involucrado un incendio durante una revuelta, en la que su padre, el emperador de ese tiempo, y sus dos hermanos mayores Hakuyuu Ren y Hakuren Ren, fueron asesinados. Para salvar la vida de Hakuryuu, su hermano Hakuyuu salpicó toda su sangre por el cuerpo para decirle que la culpable de todo fue su madre Gyokuen Ren. El incidente lo marcó con la cicatriz del incendio en el lado izquierdo de su cara. Tras la revuelta, Gyokuen, les dijo a Hakuei y Hakuryuu, que el nuevo emperador, su tío Koutoku Ren, los adoptaría y podrían conservar su título de princesa y príncipe. 
Sinbad (シンドバッド, Shindobaddo):
 Seiyū: Daisuke Ono
Sinbad nació y se crio en el Imperio Parthevia, es hijo de Esra y de Badr. A la edad de 14 años, Sinbad conoció a Yunan otro Magi, y posteriormente conquistó su primer Celda, Baal, que fue creada por este, y desde entonces, ha conquistado otras 6. Durante su adolescencia, Sinbad entrenó durante un año con la tribu Yambala para aprender a usar la Manipulación de Magoi. Durante sus viajes, él reclutó a todos los futuros generales de su Reino; Drakon , un exoficial del Imperio Parthevia que comenzó como enemigo de Sinbad, Hinahoho, un Imuchakk guerrero del norte, Jafar, un joven asesino que fue contratado para asesinar a Sinbad, Masrur, uno de los Fanalis Gladiadores del Coliseo del Imperio Reim; Yamuraiha, una exestudiante de la Academia Magnostadt, Sharrkan hermano del rey del Reino de Heliohapt, Pisti hija de la Reina del Reino de Artemyra y Spartos, aunque estos tres son técnicamente aún miembros de otras naciones, aviniéndose exiliados en Sindria. Sinbad también ha navegado a través de siete mares del mundo, de ahí su apodo: Rey de los Siete Mares. 
Ja'far (ジャーファル, Jāfaru):
 Seiyū: Takahiro Sakurai
Es la mano derecha de Sinbad y era uno de los Ocho Generales, antiguamente era un asesino que intentó matar a Sinbad luego de que este conquistara la primera Celda, Baal, el emperador de Partevia le ordenó a él y a su tropa capturarlo. Ja'far intentó asesinar a Sinbad en varias ocasiones; en la sexta celda "Valefor" es llegado por sus palabras y decide unirse a él. Actualmente en el manga es el Jefe de la Compañía de Comercio de Sindria. Ja'far mató a sus padres a la edad de seis años y en algún momento se unió y se convirtió en líder de la unidad secreta de Parthevia, los asesinos Sham Lash. Es usuario doméstico de Dijjn Baal de Sinbad.
Masrur (マスルール, Masurūru):
 Seiyū: Yoshimasa Hosoya
Es un Fanalis y era uno de los consejeros de Sinbad, además de ser uno de los Ocho Generales de Sindria. También se desempeñó como el instructor de lucha de Morgiana. Actualmente reside en el Imperio Reim y es miembro del Cuerpo Fanalis. Es el contenedor doméstico familiar del Dijjn de Baal de Sinbad. En el manga tiene dos esposas y cuatro hijos, además también fue esclavo y gladiador.
Sharrkan (シャルルカン, Sharurukan):
 Seiyū: Showtaro Morikubo
Es uno de los Ocho Generales del Reino de Sindria y maestro de Alibaba Saluja en el arte de la espada. Proviene de un pequeño país llamado Heliohapt, además de ser miembro de la Familia Real. La razón por la cual vive en Sindria se debe a que fue exiliado de su país, perdiendo todos los títulos y derechos de sucesión. Usuario Doméstico Dijjn Focalor de Sinbad. Mantiene una rivalidad con Yamuraiha, aunque en el manga también parece sentir algo por ella.
Yunan (ユナン, Yunan):
 Seiyū: Akira Ishida
es un Magi errante y también un mago que ama la naturaleza, es el magi encargado de resguardar la Gran Falla donde se encuentra el Clan de los Fanalis. Fue el primer Magi en levantar una Celda. Hasta ahora, Yunan ha muerto ocho veces, es decir, que actualmente está en su noveno cuerpo. La primera vez que murió, su Rukh regresó al Palacio Sagrado, donde conoció a Ugo. Posteriormente, nació con la conciencia que tenía antes de morir.
Scheherazade (シェヘラザード, Sheherazādo):
 Seiyū: Maaya Sakamoto
fue una de los cinco magis de la era actual. Aunque originalmente debian ser tres ella, Yunan y Judar. Ella ha vivido durante más de 200 años apoyando el Imperio Reim como su "Gran Sacerdotisa". Su conciencia está contenida en un cuerpo clonado de la Scheherazade original. Se preocupa por la gente del Imperio Reim y parece ser pacifista, ya que no le gustan las peleas entre gladiadores. Se muestra agradable con la gente de Reim e intenta hacerla sonreír, como se muestra cuando le acaricia la cabeza a Muu mientras dice que prefiere verlo sonriendo. Pero en la guerra contra Magnostadt muestra tener un lado más brutal y malvado. Ella explica que apartó los ojos del resto del mundo y del sufrimiento de los esclavos y gladiadores, y se convenció a sí misma de que esas cosas son inevitables, por mucho que sepa que no están bien. También tiene una faceta maternal, como demuestra su comportamiento con Titus Alexius. Su primer candidato a rey, Pernadius Alexius, era un general del Imperio con quien era cercana. Se sacrifica en la guerra contra Magnostadt para que los usuarios de contenedores de metal recuperara su magoi, su Rukh regreso al Palacio Sagrado donde se encuentra con Titus y toma la decisión de dejar que Titus vuelva a renacer.
Titus Alexius (ティトス・アレキウス, Titosu.Arekiusu):
 Seiyū: Yoshitsugu Matsuoka
Era subordinado y clon de la magi anterior del Imperio Reim, Scheherazade creado a partir de un pedazo de carne y hueso de Scheherazade. Scheherazade le hizo entender que los dos eran uno solo y que el saldría libre al mundo exterior por el bien del Imperio Reim. Titus salió al mundo exterior luego de cumplir 14 años, durante todo ese tiempo, él solamente podía escuchar hablar a Scheherazade sobre ello, y por eso anhelaba poder salir, pero también guarda una profunda soledad por el hecho de que le quedaba poco tiempo de vida y no podía ser libre. También fue un mago de clase alta en Magnostadt. Actualmente es un Magi del Imperio Reim. Se hace amigo de Aladdin y Sphintus Carmen y se encariña con Marga, una niña residente de quinto nivel de Magnostadt. Muere en la batalla de Magnostadt y sus Rukh llega al Palacio Sagrado donde se reencuentra con Scheherazade y conoce Ugo donde se le permite renace de nuevo como Magi en el mundo actual donde nació con la conciencia de antes.
Judar (ジュダル, Judaru):
 Seiyū: Ryōhei Kimura
Es uno de los cinco Magi de la época actual y uno de los antagonistas de la serie. Su especialidad es la magia de hielo, pero se le ha visto utilizar otros tipos de magia. También es el Oráculo del Imperio Kou. Al igual que Aladdin, Judar es un "Magi", con la diferencia de que él manipula a los Ruhk negros. Judar nació en una aldea pobre, en la llanura hacia el este. Justo después de su nacimiento, sus padres y demás habitantes de la aldea fueron asesinados por Al-Thamen. Poco después, fue llevado al Imperio Kou, donde fue criado por la organización al mismo tiempo que con los príncipes del Imperio. Se sabe que le tiene cierto resentimiento a Al-Thamen por haber asesinado a su familia, pero se escuda y evita el tema diciendo que "no le importa". También por haber limitado su vida al servicio del Imperio sin que él lo haya escogido. Se hace gran aliado de Hakuryuu cuando este desea cumplir su venganza así Gyokuen Ren a toda costa.

## Media

### Manga
Magi es una serie de manga escritos e ilustrados por Shinobu Ohtaka. Se empezó a publicar en la revista Shogakukan's Weekly Shōnen Sunday desde el 3 de junio de 2009 hasta el 11 de octubre de 2017. El primer volumen fue publicado el 18 de diciembre de 2009.ParA noviembre de 2017, se habían publicado 37 volúmenes. Todos los capítulos del anime y manga fueron denominados "Noches" haciendo alusión a Las mil y una noches, principal fuente de inspiración de la autora para la historia.
La popularidad del personaje de Sinbad ha provocado la aparición de un spin-off/precuela de Magi titulado "Las aventuras de Sinbad" (シンドバッドの冒険 Shindobaddo no Bōken?) que narra su vida desde que era pequeño hasta la fundación de Sindria y que empezó su andadura en mayo de 2013 en la revista Shogakukan's Weekly Shōnen Sunday para más adelante pasar a aparecer semanalmente en línea en la web oficial urasunday.com (perteneciente a la editorial Shogakukan). A fecha de enero de 2015, se han publicado 5 volúmenes recopilatorios.

### Anime

#### The Labyrinth of Magic
| Episodio | Título en japonés      | Título en romaji           | Fecha de emisión        | Título traducido                    |
| -------- | ---------------------- | -------------------------- | ----------------------- | ----------------------------------- |
| 1        | アラジンとアリババ     | Aladin to Alibaba          | 7 de octubre de 2012    | Aladdin y Alibaba                   |
| 2        | 迷宮組曲               | Danjon kumikyoku           | 14 de octubre de 2012   | La Suite del Laberinto              |
| 3        | 創世の魔法使い         | Sousei no Mahoutsukai      | 21 de octubre de 2012   | El Mago de la Creación              |
| 4        | 草原の民               | Sougen no Tami             | 28 de octubre de 2012   | El Pueblo de las Praderas           |
| 5        | 迷宮攻略者             | Danjon Kouryakusha         | 4 de noviembre de 2012  | El Conquistador del Laberinto       |
| 6        | 戦闘民族ファナリス     | Sentou Ninzoku Fanarisu    | 11 de noviembre de 2012 | Los Guerreros Fanali                |
| 7        | その名はシンドバッド   | Sono na wa Shindobaddo     | 18 de noviembre de 2012 | Su Nombre es Sinbad                 |
| 8        | 守れない約束           | Mamorenai Yakusoku         | 25 de noviembre de 2012 | Una Promesa destruida               |
| 9        | 王子の責任             | Ōji no Sekinin             | 2 de diciembre de 2012  | La Responsabilidad de un Príncipe   |
| 10       | その名はジュダル       | Sono na wa Judaru          | 9 de diciembre de 2012  | Su Nombre es Judal                  |
| 11       | 新たなる来訪者         | Arata naru Raihōsha        | 16 de diciembre de 2012 | Un Nuevo Visitante                  |
| 12       | 決意と決別             | Ketsui to Ketsubetsu       | 23 de diciembre de 2012 | Determinación y Separación          |
| 13       | 反逆の王子             | Hangyaku no Ōji            | 6 de enero de 2013      | La Rebelión del Príncipe            |
| 14       | アリババの答え         | Aribaba no Kotae           | 13 de enero de 2012     | La Respuesta de Alibaba             |
| 15       | カシムの答え           | Kashimu no Kotae           | 20 de enero de 2013     | La Respuesta de Kassim              |
| 16       | ソロモンの知恵         | Soromon no Chie            | 27 de enero de 2013     | La Sabiduría de Salomón             |
| 17       | 笑顔                   | Egao                       | 3 de febrero de 2013    | Sonríe                              |
| 18       | シンドリア王国         | Shindoria Ōkoku            | 10 de febrero de 2013   | El Reino de Sindria                 |
| 19       | ホシの名はシンドバッド | Hoshi no na wa Shindobaddo | 17 de febrero de 2013   | El Nombre de esa Estrella es Sinbad |
| 20       | 王子と皇子             | Ōji to Ōji                 | 24 de febrero de 2013   | Los Dos Príncipes                   |
| 21       | 迷宮ザガン             | Danjon Zagan               | 3 de marzo de 2013      | La Celda de Zagan                   |
| 22       | 炎の眷属               | Honō no Kenzoku            | 10 de marzo de 2013     | El Hogar de las Llamas              |
| 23       | 鬨の声                 | Toki no Koe                | 17 de marzo de 2013     | Grito de Guerra                     |
| 24       | 堕転                   | Daten                      | 24 de marzo de 2013     | Caer en la Depravación              |
| 25       | アリババとアラジン     | Aribaba to Arajin          | 31 de marzo de 2013     | Alibaba, Aladdin                    |

#### The Kingdom of Magic
| Episodio | Título en japonés    | Título en romaji   | Fecha de emisión        | Título traducido        |
| -------- | -------------------- | ------------------ | ----------------------- | ----------------------- |
| 1        | 旅立ちの予感         | Tabidachi no Yokan | 6 de octubre de 2013    | Premonición de un Viaje |
| 2        | 旅立ち               | Tabidachi          | 13 de octubre de 2013   | Viaje                   |
| 3        | 出航                 | Shukkō             | 20 de octubre de 2013   | salida                  |
| 4        | 海賊                 | Kaizoku            | 27 de octubre de 2013   | Piratas                 |
| 5        | 母                   | Haha               | 3 de noviembre de 2013  | Madre                   |
| 6        | 優しい人             | Yasashii Hito      | 10 de noviembre de 2013 | Una persona amable      |
| 7        | 練紅覇登場           | RenKōhaTōjō        | 17 de noviembre de 2013 | RenKouha Aparece        |
| 8        | 特訓の日々           | Tokkun no Hibi     | 24 de noviembre de 2013 | días de entrenameinto   |
| 9        | レーム帝国           | RēmuTeikoku        | 1 de diciembre de 2013  | El Imperio Reim         |
| 10       | 最高司祭             | SaikōShisai        | 8 de diciembre de 2013  | La Sacerdotisa          |
| 11       | 大峡谷               | DaiKyōkoku         | 15 de diciembre de 2013 | La Gran grieta          |
| 12       | 新たなる皇帝         | AratanaruKōtei     | 22 de diciembre de 2013 | Un Nuevo Emperador      |
| 13       | ティトス・アレキウス | TitosuArekiusu     | 5 de enero de 2014      | Titus Alexius           |
| 14       | 隠された民           | Kakusare Ta Min    | 12 de enero de 2014     | Los ciudadanos ocultos  |
| 15       | 魔導士の国           | Madōshi no Kuni    | 19 de enero de 2014     | País de los Magos       |
| 16       | 残された命           | NokosaretaInochi   | 26 de enero de 2014     | La vida restante        |
| 17       | 宣戦布告             | SensenFukoku       | 26 de enero de 2014     | Declaración de guerra   |
| 18       | レームの脅威         | Rēmu no Kyōi       | 2 de febrero de 2014    | Amenaza de Reim         |
| 19       | 本物のマギ           | Honmono no Magi'   | 9 de febrero de 2014    | Un Magi verdadero       |
| 20       | 再会                 | Saikai             | 23 de febrero de 2014   | Reunión                 |
| 21       | 王の器               | Ō no Utsuwa        | 2 de marzo de 2014      | Candidato a Rey         |
| 22       | 守りたいもの         | Mamoritai Mono     | 9 de marzo de 2014      | Lo que quiero proteger  |
| 23       | 魔装戦士たち         | Masō Senshi-tachi  | 16 de marzo de 2014     | Los guerreros Djinn     |
| 24       | 滅亡の時             | Metsubō no Toki    | 23 de marzo de 2014     | La hora de la caída     |
| 25       | おかえりなさい       | Okaerinasai        | 30 de marzo de 2014     | Bienvenido              |

## Terminología
Djinn (ジン Jin?)
Significa "genio". Son los guardianes de las mazmorras y habitan en su interior hasta que un conquistador llega hasta ellos, tras lo que pasan a ocupar un recipiente metálico que los conquistadores llevan consigo llamados "recipientes de djinn". Los djinn son capaces de modificar la dificultad de sus mazmorras a placer para adaptarlas a las capacidades de sus potenciales conquistadores. Con la excepción de Ugo, los djinns en Magi basan sus nombres en los de los 72 demonios del Ars Goetia.
Magi (マギ magi?)
Magos de la creación cuya misión es elegir a los candidatos a rey y guiarlos. Los magi son amados por el rukh. La gente normal solo puede usar el rukh que poseen en su propio cuerpo (rukh interior), pero los magi pueden utilizar tanto su rukh interior como el que les rodea siempre y cuando su cuerpo pueda aceptarlo. (Es posible que los magi sean entrenados para ello. En el caso de Aladdin, estuvo aislado y tutelado por Ugo hasta que salió al mundo exterior.) Históricamente, siempre ha habido solo tres magi al mismo tiempo, pero con la aparición de Aladdin se convierten en cuatro. Al empezar el manga los otros magi al margen de Aladdin son: Judar (del Imperio de Kô), Yunan (el magi errante, que hizo que apareciera hace 10 años la primera mazmorra) y Scheherazade (del imperio de Reim). 
Conquistador de mazmorra (迷宮攻略者 Danjon Kouryakusha?)
Alguien que llega hasta el final de la mazmorra y logra conquistarla. En ocasiones, adquiere riquezas y objetos mágicos con la conquista.
Candidato a Rey (王の器 Ou no Utsuwa?)
En un principio, todo conquistador de mazmorra es candidato a rey, sin importar su origen o posición social. Los magi deben decantarse por uno como su candidato principal y guiarlo en su camino.
Magoi (マゴイ Magoi?)
La energía que crea el rukh. Es un tipo de poder mágico que se puede emplear a través de armas mágicas o conjuros cuando se invoca a los djinns.
Rukh (ルフ rufu?)
Cuando la gente muere, su cuerpo regresa a la tierra y su alma regresa al rukh (el hogar de las almas). Con apariencia de una bandada de pájaros, el camino del rukh es una forma de "destino". El rukh también puede generar magoi hasta llegar a causar desastres naturales. En cada persona existe un "rukh interior" que produce una cierta cantidad de energía o magoi. Incluso aunque un magi pueda usar una cantidad infinita de magoi, existe un límite en la cantidad que sus cuerpos pueden soportar. Cuando el magoi se gasta, la persona queda cansada y hambrienta. Si el magoi interior de alguien se agota por completo, puede morir, incluso si se trata de un magi.
Recipiente oscuro (?)
Creados por la Organización, se alimentan de Rukh negro.
Características de la magia y el rukh  (?)
Aladdin aprende sobre las clases de magos y el rukh en clase de Myers, él es un mago Rojo. Existen 8 clases de magos dependiendo del rukh interior de la persona: mago rojo (fuego), mago azul (agua), mago Naranja (luz), mago Amarillo (relámpago), mago Blanco (viento), mago verde (sonido), mago gris (fuerza) y mago púrpura (vida).